# Albert Lücke

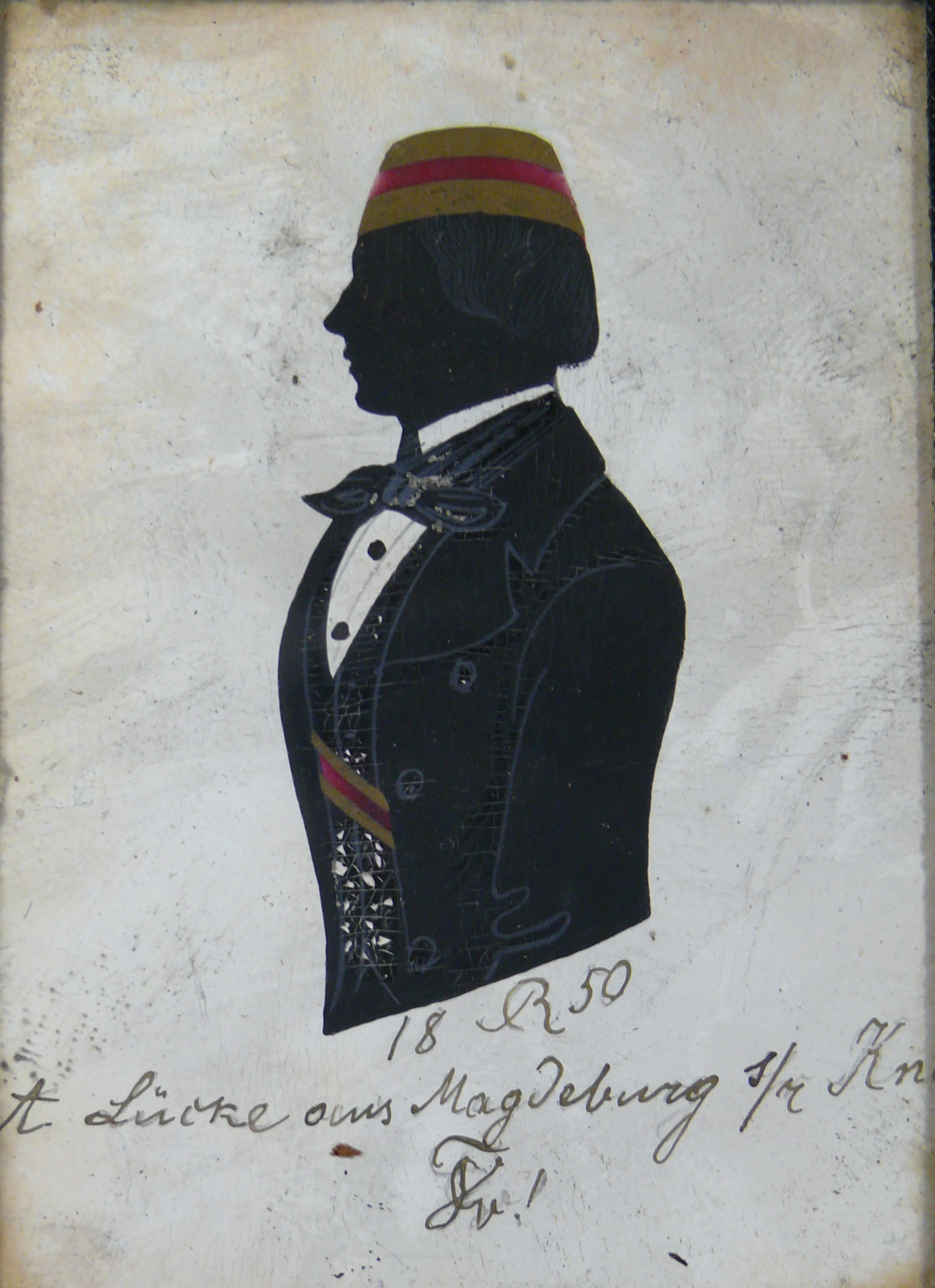
Albert Lücke als Heidelberger Vandale (1850)

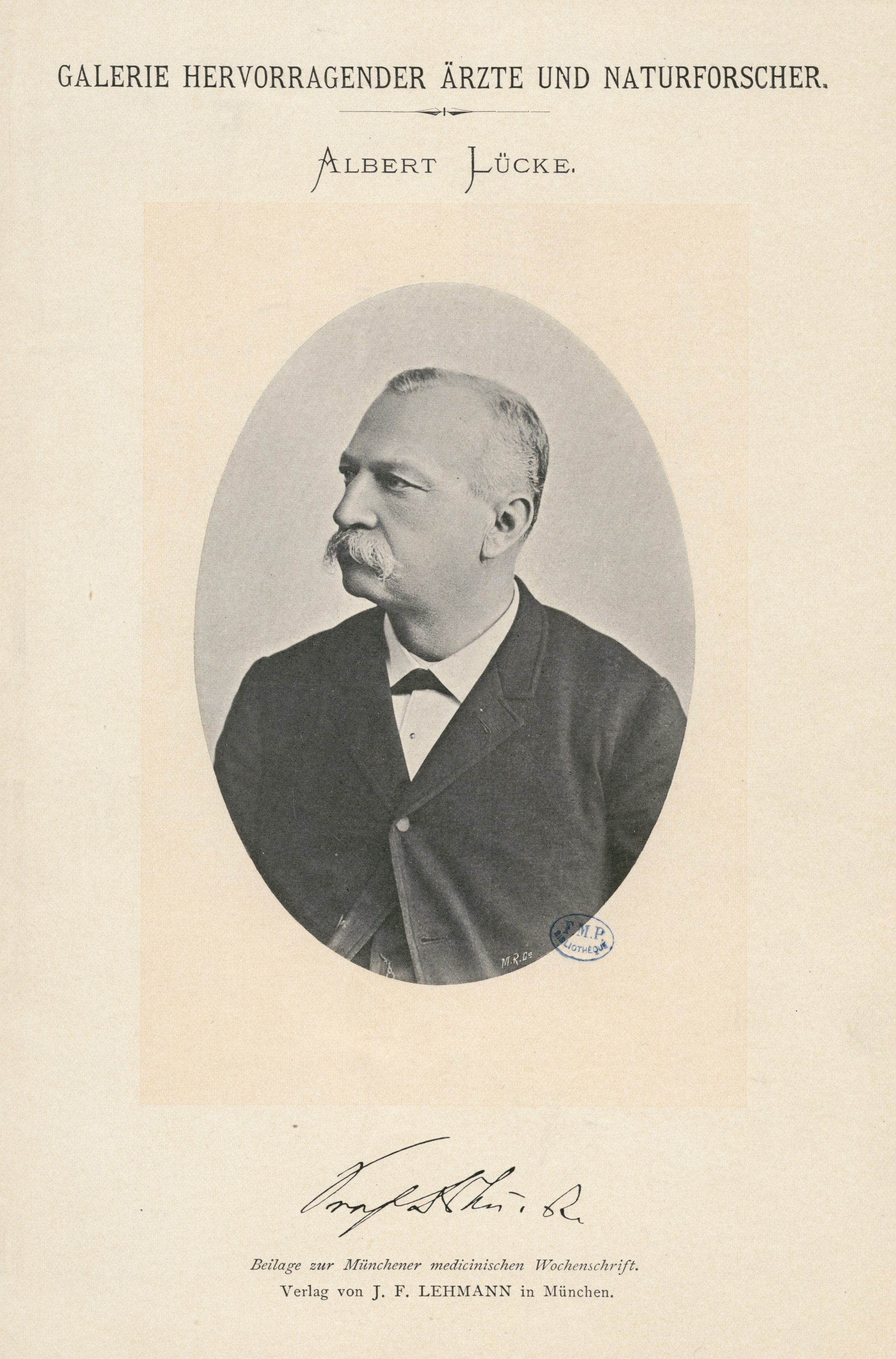
Fotoportrait Albert Lückes in der Galerie hervorragender Ärzte und Naturforscher, die als Beilage zur Münchener Medizinischen Wochenschrift erschien

Georg Albert Lücke (* 4. Juni 1829 in Magdeburg; † 20. Februar 1894 in Straßburg) war ein deutscher Chirurg und Hochschullehrer.

## Leben
Albert Lücke war der Sohn von Johann Georg Karl Lücke und Caroline Sophie Lücke geb. Coqui. Georg Albert Lücke heiratete Johanna Henriette Fanny Methfessel, Tochter des Musiklehrers und Musikalienhändlers Georg Adolf Friedrich Methfessel. Er studierte Medizin an der Ruprecht-Karls-Universität Heidelberg, der Georg-August-Universität Göttingen und der Friedrichs-Universität Halle. Ab 1850 war er Mitglied des Corps Vandalia Heidelberg. 1854 wurde er an der Friedrichs-Universität zum Dr. med. promoviert. Anschließend war er dort Assistenzarzt, bevor er als Privatdozent zu Bernhard von Langenbeck nach Berlin wechselte. Von 1865 bis 1872 war er o. Professor für Chirurgie an der Universität Bern sowie ab 1872 an der Kaiser-Wilhelm-Universität Straßburg. Er arbeitete u. a. über die Krankheiten der Schilddrüse und über Kriegschirurgie. Ab 1872 war er Mitherausgeber der Deutschen Zeitschrift für Chirurgie und ab 1879 der Deutschen Chirurgie.

## Schriften (Auswahl)
- Zur Behandlung des Kropfes, besonders des festen Kropfes. Berlin 1868.
- Die Lehre von den Geschwülsten in anatomischer und klinischer Beziehung. Erlangen 1869.
- Ueber die chirurgische Behandlung des Kropfes. Breitkopf & Härtel, Leipzig 1870.
- zus. mit . Chirurgie der Geschwülste. 1. Theil : Allgemeine Geschwulstlehre. Enke, Stuttgart 1896 (Deutsche Chirurgie, Bd. 22, 1. Hälfte)
- als Hrsg. mit Theodor Billroth: Deutsche Chirurgie. 1879 ff. (weitergeführt von Paul von Bruns)